# Carnide (métro de Lisbonne)
Pour les articles homonymes, voir Carnide.
Carnide est une station du métro de Lisbonne sur la ligne bleue.